# Peter Glenville
Peter Glenville est un metteur en scène de théâtre et de cinéma britannique né le 28 octobre 1913 et mort le 3 juin 1996.

## Filmographie sélective
- 1955 : L'Emprisonné (The Prisoner)
- 1958 : Moi et le colonel (Me and the Colonel)
- 1961 : Été et fumées (Summer and Smoke)
- 1962 : Le Verdict (Term of Trial)
- 1964 : Becket
- 1966 : Paradiso, hôtel du libre-échange (Hotel Paradiso)
- 1967 : Les Comédiens (The Comedians)

## Distinctions

### Récompenses
- Mostra de Venise 1962 : Prix OCIC pour Le Verdict

### Nominations et sélections
- Oscar du meilleur réalisateur pour Becket en 1965[2]
- Golden Globes :
  - Golden Globe de la meilleure promotion pour l'entente internationale pour Moi et le colonel en 1959[3]
  - Golden Globe de la meilleure réalisation pour Becket en 1965[3]
- Mostra de Venise :
  - en compétition pour le Lion d'or avec Été et fumées en 1961[4]
  - en compétition pour le Lion d'or avec Le Verdict en 1962[5]